# Антипино (Курганская область)
Антипино — деревня в Макушинском районе Курганской области. Входит в состав Казаркинского сельсовета.

## География
Расположено у озера Антипино, южнее озера Голого, в 5 км к северо-северо-востоку (по прямой) от центра сельского поселения села Казаркино.

## Население
| 1989 | 2002 | 2010 |
| ---- | ---- | ---- |
| 90   | ↗112 | ↘89  |

Национальный состав
Согласно результатам Всероссийской переписи населения 2002 года, в национальной структуре населения русские составляли 94 %.